# Thornton (Colorado)
Thornton é uma cidade localizada no estado americano do Colorado, no Condado de Adams e Condado de Weld.

## Demografia
Segundo o censo americano de 2000, a sua população era de 82.384 habitantes.
Em 2006, foi estimada uma população de 109.155, um aumento de 26771 (32.5%).

## Geografia
De acordo com o United States Census Bureau tem uma área de
70,5 km², dos quais 69,6 km² cobertos por terra e 0,9 km² cobertos por água.

## Localidades na vizinhança
O diagrama seguinte representa as localidades num raio de 8 km ao redor de Thornton.